# ماگدالنا وویکو
ماگدالنا وُوِیکو (لهستانی: Magdalena Wołłejko؛ زادهٔ ۲۷ مه ۱۹۵۵) بازیگر اهل لهستان است.
از فیلم‌ها یا مجموعه‌های تلویزیونی که وی در آن‌ها نقش داشته‌است، می‌توان به خودِ زندگی، صفر-هفت، به‌گوشم، طایفه، فندق‌شکن و خرده‌دهقانان اشاره نمود.